# Isolante topológico
Um isolante topológico é um material com ordem topológica não trivial que se comporta como um isolante em seu interior mas sua superfície contém estados condutivos, significando que os elétrons só podem se mover na superfície do material. Os estados de superfície dos isolantes topológicos são protegidos simetricamente pela conservação do número de partículas e a simetria de reversão do tempo.